# Phyllanthus wightianus
Phyllanthus wightianus är en emblikaväxtart som beskrevs av Johannes Müller Argoviensis. Phyllanthus wightianus ingår i släktet Phyllanthus och familjen emblikaväxter. Inga underarter finns listade i Catalogue of Life.